# Leymus ramosus
Leymus ramosus là một loài thực vật có hoa trong họ Hòa thảo. Loài này được (C.Richt.) Tzvelev mô tả khoa học đầu tiên năm 1960.